# Wilhelm-Ernst Oorlogskruis
Op 10 juni 1915 stichtte groothertog Wilhelm-Ernst van Saksen een Kruis van Verdienste dat hij Wilhelm-Ernst Oorlogskruis (Wilhelm-Ernst Kriegskreuz) doopte.
De onderscheiding was verbonden aan de Orde van de Witte Valk.
Het kruis was in eerste instantie bedoeld voor de militairen van zijn "eigen" regiment, het "Infanterie-Regiment Großherzog von Sachsen" dat als Vijfde Thüringse Infanterie-regiment Nr. 94 deel uitmaakte van het Duitse leger. Zij moesten met het formeel Pruisische, in de praktijk overkoepelend Keizerlijk Duitse IJzeren Kruis zijn gedecoreerd. In de praktijk werden moedige Groothertogelijk-Saksische militairen eerst met het Algemeen Ereteken met de Zwaarden gedecoreerd.
De onderscheiding werd aan officieren, onderofficieren en manschappen van het regiment "voor verdienste" verleend. Ook inwoners van het Groothertogdom die tijdens de mobilisatie van het Duitse leger in andere onderdelen waren beland konden met het kruis gedecoreerd worden. Ook zij moesten dan eerst het IJzeren Kruis der Tweede Klasse hebben ontvangen.
Het kruis is een aanvulling op het decoratiestelsel van Saksen-Weimar-Eisenach dat al de Orde van de Witte Valk bezat die in oorlogstijd "met de zwaarden" werd verleend. Om deze orde te verschonen werd een aanvullende onderscheiding nodig geacht. In het wilhelminische Duitsland was het ondenkbaar dat een onderofficier tot ridder in een ridderorde zou worden benoemd. Men wilde de riddergraad in de Orde van de Witte Valk exclusief houden.
Zo was er voor verdienste een min of meer "democratisch" Wilhelm-Ernst Oorlogskruis. Voor dappere officieren was er de Orde van de Witte Valk met de Zwaarden en voor moedige onderofficieren en soldaten het Saksen-Weimaraanse "Allgemeines Ehrenzeichen mit Bandschnalle und Schwertern", een tijdens de Eerste Wereldoorlog 462 maal in goud en 3855 maal in zilver verleende medaille met gekruiste zwaarden op het lint. Er zijn 12375 bronzen medailles uitgereikt.

## Saksen-Weimar-Eisenach in de Eerste Wereldoorlog
Op grond van de bepalingen van het in 1867 gesloten Militaire Verdrag tussen Saksen en Pruisen was de Duitse Keizer opperbevelhebber van de Saksische troepen. De Saksen dienden in regimenten die deel uitmaakten van de door Pruisen gedomineerde militaire structuur. 
Het regiment onder commando van kolonel Friedrich von Taysen werd in 1914 volgens het Schlieffen-plan naar het Westelijk front gestuurd. Het viel als deel van het XIe Leger het neutrale België binnen en veroverde Namen. Daarna maakte de Duitse keizer de grote fout om troepen aan het westfront te onttrekken omdat de Russen onverwacht snel oprukten in Oost-Pruisen. Het regiment vocht tot in de zomer van 1915 aan het oostfront, terwijl de in het westen achtergebleven Duitsers er niet in slaagden Frankrijk te verslaan. De Saksen werden teruggestuurd naar Frankrijk. In 1915 was het Saksisch-Weimaraanse regiment een van de deelnemers aan de Slag om Verdun. Daarna volgde de Slag aan de Somme. In beide veldslagen werden zware verliezen geleden.
Wat van het regiment nog restte werd in 1917 in Vlaanderen gehergroepeerd en opgeleid tot stoottroepen. In deze vorm nam wat nu het Stoßtrupen-regiment Nr. 94 was, in juli 1917 deel aan de derde Slag om Ieper en voerde gasaanvallen uit met yperiet (mosterdgas). 32 officieren en 1137 manschappen werden gedood. Van het regiment waren nog 200 man in leven. De Duitsers slaagden erin om hun rijen weer aan te vullen en in de herfst van 1918 lag het regiment in Noord-Frankrijk bij Mont St.Quentin. Daar werd het op 1 september 1918 aangevallen en vernietigend verslagen door de Tweede Australische Divisie. Die dag sneuvelde ook een van de helden van het regiment, kapitein Ferdinand Prinz zu Solms-Hohensolms-Lich, drager van het Wilhelm-Ernst Oorlogskruis.
Kolonel Friedrich von Taysen, de eerste drager van het Wilhelm-Ernst Oorlogskruis, kreeg in 1918 een tweede Wilhelm-Ernst Oorlogskruis "met diamanten".
Voor het regiment kwam de capitulatie in Brussel. Het marcheerde terug naar Thüringen om daar op 10 januari 1919 te worden gedemobiliseerd. Het had in vier jaar 152 officieren en 4542 onderofficieren en manschappen verloren. De nabestaanden van de gesneuvelde dragers van een Wilhelm-Ernst Oorlogskruis mochten het kruis behouden.

## Het kleinood

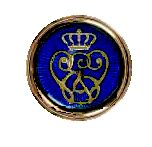
Het medaillon op de keerzijde

Het kruis is gezien het ontwerp verwant aan de Hertogelijk Saksische Huisorde van de Witte Valk of van de Waakzaamheid en is hieraan verbonden. Toch zijn de dragers geen Ridder in de Orde van de Witte Valk. Het kleinood is een zogenaamd Steckkreuz, een in Duitsland veelvoorkomend model onderscheiding dat zonder lint, als een broche, op de borst werd bevestigd. Op de onderscheidingen die in twee uitvoeringen, zilver en goud en verguld zilver en zilver werd uitgereikt is een vergulde of gouden wit geëmailleerde valk, het symbool van de waakzaamheid, afgebeeld. Het kruis pattée is eveneens wit. Op de armen is een groen geëmailleerde lauwerkrans gelegd.
In de armen van het kruis zijn gekruiste zwaarden gelegd. Op de niet geëmailleerde zilverkleurige keerzijde is een gesp met een oog aangebracht en daaronder is een blauw medaillon met een gekroond monogram "W" bevestigd. Op de onderste kruisarm is het jaartal "1915" te lezen. Men droeg het kleinood midden op de linkerborst. De onderdelen zijn aan elkaar geklonken.
De onderscheiding werd 361  maal verleend. Het kruis met diamanten was de 362e verlening. De onderscheiding is vrij zeldzaam; op een veiling brengt een zilveren kruis meer dan 1000 euro op. Een verzilverd kruis is met 750 euro iets goedkoper. De ontwerper en fabrikant was de juweliersfirma Theodor Müller in Weimar. De kruisen zijn met een kroon en een halve maan gekeurd en gestempeld. 
Het vierkante kruis was 45 millimeter hoog en breed en woog in de zilveren uitvoering met gouden medaillon 35,2 gram. Een zilveren kruis met verguld zilveren details is iets lichter.
Het Groothertogdom Saksen koos bij de instelling van het Wilhelm-Ernst Oorlogskruis voor een kostbaar en bewerkelijk versiersel. Andere Duitse staten verleenden ijzeren kruisen, goedkoop gefabriceerde medailles en toen Duitsland en de Duitse oorlogseconomie het steeds zwaarder kregen zelfs onderscheidingen van "oorlogsmetaal", zoals zink. Zover is het met het prestigieuze Wilhelm-Ernst Oorlogskruis niet gekomen.

## Dragers van het Wilhelm-Ernst Oorlogskruis
- Friedrich von Taysen

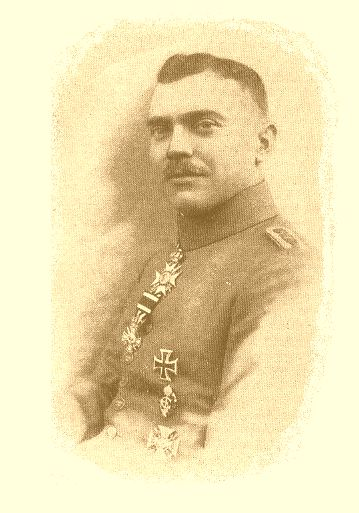
Prins Ferdinand zu Solms-Hohensolms-Lich met het Wilhelm-Ernst Oorlogskruis

- Ferdinand van Solms-Hohensolms-Lich
- Luitenant-generaal Hans Reichsfreiherr von Boineburg-Lengsfeld (1889-1980), verleend op 1 december 1917
- Generaal-kolonel Günther Rüdel[11]
- Luitenant der reserve Wilhelm Bamberg, IR 184, verleend in 1917[10]
- Otto-Wilhelm Förster
- Alexander von Hartmann
- Otto von Knobelsdorff
- Paul Laux